# 堀内优
堀内优（日语：／ Horiuchi Yu，1990年12月23日—），日本女子摔跤运动员。她曾代表日本参加俄罗斯莫斯科举办的2010年世界摔跤锦标赛，获得女子自由式51公斤级银牌。